# Vera Vigevani de Jarach
Vera Vigevani de Jarach, más conocida como Vera Jarach (Milán, 5 de marzo de 1928), es una periodista, escritora y activista italiana naturalizada argentina. Pertenece a una familia judía que se refugió en la Argentina en 1939 para escapar de las leyes raciales fascistas. Es una Madre de Plaza de Mayo - Línea Fundadora, quien comenzó a militar activamente por los Derechos humanos a partir de la desaparición de su hija, Franca Jarach, durante la última dictadura cívico militar.

## Biografía
Los Vigevani, una familia italiana de origen judío, debieron emigrar a la Argentina debido a las condiciones de intolerancia racial y religiosa en Italia cuando Vera apenas tenía 11 años de edad.

Inicialmente se instalaron en casas de huéspedes donde también vivían otras familias judías italianas emigradas. Su primera experiencia escolar en una escuela italiana no fue positiva ya que casi todos sus compañeros pertenecían a familias fascistas. Después de un año, Vigevani logró adquirir una vivienda propia.

Luego de esa mala experiencia en la escuela italiana, estudió en el Liceo Nacional de Señoritas N.º 1. Allí conoció a muchas niños y jóvenes judíos, entre ellos Victor Cohen y Arrigo Levi, con quienes estableció profundas relaciones de amistad. En el período inmediatamente posterior a la Segunda Guerra Mundial, Vera se enteró del destino de su abuelo, deportado y asesinado en Auschwitz.
En 1944, asistiendo a otros exiliados judíos como ella, Vera conoce a Jorge Jarach, estudiante de ingeniería en la Universidad de Buenos Aires, originario de Trieste. Vera inicialmente trabajó en una fábrica de tejidos de amigos de la familia y luego en una agencia de envío. De esta manera se independiza de sus padres. Luego comenzó su carrera de periodismo en la sede de la agencia italiana ANSA, donde permaneció durante cuarenta años hasta su jubilación. En 1949, se casa y ocho años más tarde nació su hija Franca.

## Desaparición de Franca Jarach

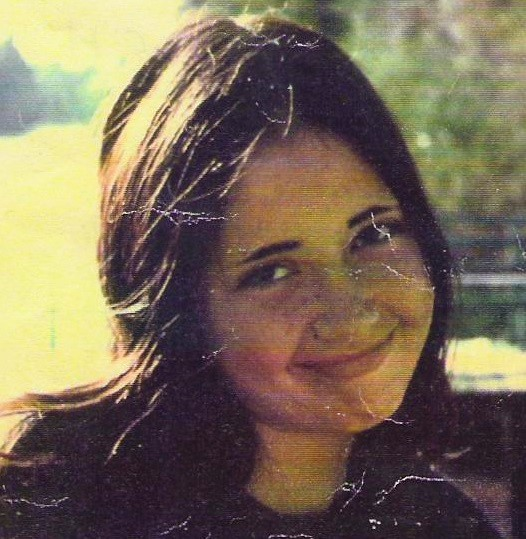
Franca Jarach

Franca Jarach Vigevani había nacido el 19 de diciembre de 1957 en la ciudad de Buenos Aires. Fue secuestrada el 26 de junio de 1976 en un establecimiento público del barrio de Barracas. Según testimonios de ex detenidos, fue vista en la ESMA. Permanece desaparecida.
En marzo de 2013  Vera fue a declarar a la segunda audiencia de testigos del juicio por los crímenes de la Escuela Mecánica de la Armada para hablar de su hija.
En 2015 se dio por probado que la muerte de Franca había ocurrido entre julio y agosto de 1976, cuando, al igual que otras víctimas, fue arrojada al mar desde un avión en el procedimiento conocido como "vuelos de la muerte".

## La búsqueda y la lucha con las Madres
Vera realizó innumerables gestiones en la búsqueda de su hija Franca, favorecidas en parte por su condición de extranjera y periodista de la agencia ANSA. Además de los reclamos en organismos nacionales como el Ministerio del Interior y el I Cuerpo de Ejército, llevó sus pedidos a Amnesty Internacional, la Cruz Roja, la OEA, la Embajada norteamericana y la Embajada italiana.

## Actividad

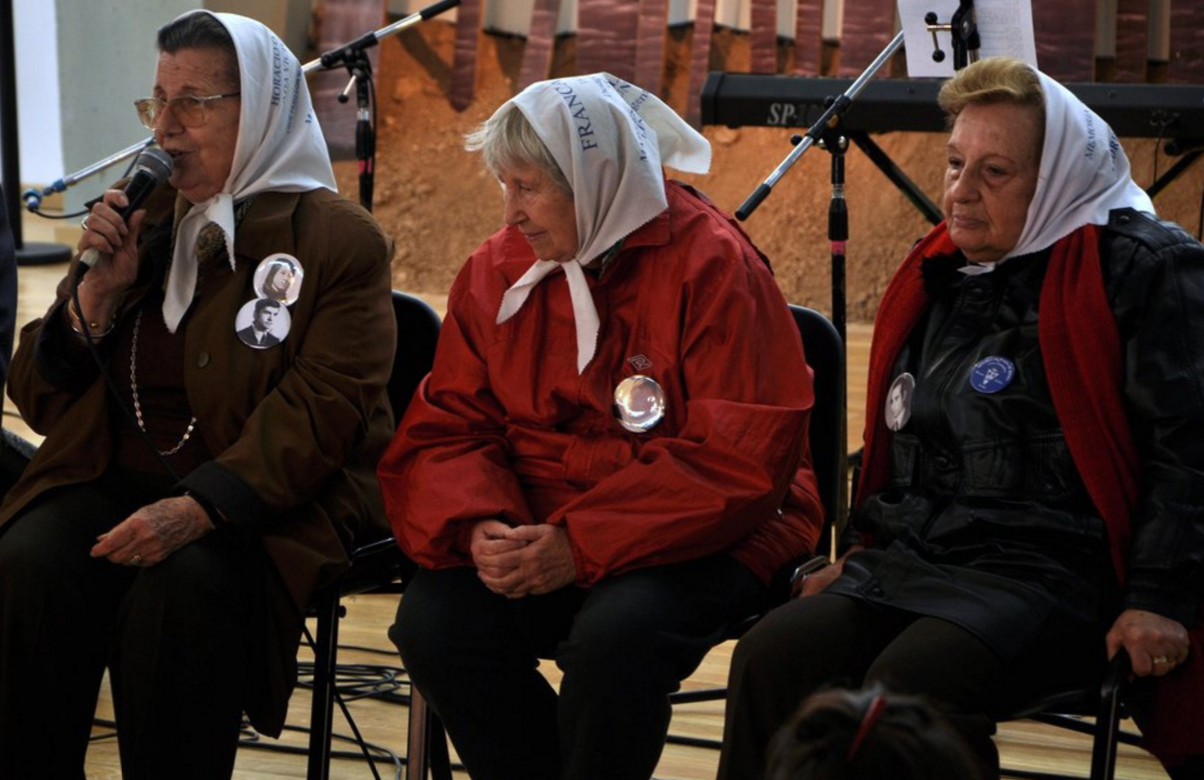
Vera Jarach junto con Haydeé García Gastelú y Carmen Lorefice, otras dos Madres de Línea-fundadora, durante una reunión

Vera es integrante de la agrupación Madres de Plaza de Mayo - Línea Fundadora y de la Fundación Memoria Histórica y Social Argentina. 
En junio de 2017, Vera abordó a la canciller alemana Angela Merkel en su visita al Parque de la Memoria de Buenos Aires, para contarle que no tiene una tumba donde visitar ni a su abuelo ni a su hija. Y le señaló la importancia de luchar contra el negacionismo. Al día siguiente la canciller de Alemania al dar testimonio de su visita al Parque de la Memoria recordó que la dictadura “fue una de las más sangrientas de América latina, con hasta 30.000 víctimas, incluyendo alemanes”.
Entre otros textos es coautora de:
- Tantas voces, una historia (1ª edición). Temas Grupo Editorial. 1999. ISBN 978-987-9164-32-7. En coautoría con Eleonora Smolensky.[9]
- Los chicos del exilio (1ª edición). El País de Nomeolvides. 2002. ISBN 978-987-20390-0-4. En coautoría con Diana Guelar y Beatriz Ruiz.[6]
- Il silenzio infranto. Il dramma dei desaparecidos italiani in Argentina (en italiano) (1ª edición). Zamorani. 2005. ISBN 978-8871581316. En coautoría con Carla Tallone.[10]